# .jo
.jo ist die länderspezifische Top-Level-Domain (ccTLD) Jordaniens. Sie wurde 1994 eingeführt und wird von der Registry NITC verwaltet.
Als internationalisierte Top-Level-Domain ist الاردن. (.al-urdunn) verfügbar.
Registrierungen werden sowohl auf zweiter als auch auf dritter Ebene durchgeführt.

## Domain zweiter Ebene
- .com.jo – kommerzielle Organisationen
- .net.jo – Internet Service Provider
- .gov.jo – Regierung
- .edu.jo – akademische Institutionen
- .org.jo – gemeinnützige Organisationen
- .mil.jo – Militär
- .name.jo – Personen
- .sch.jo – Schulen

## Weblink
- dns.jo